# Strada nazionale 11 (Cambogia)
La strada nazionale 11 (indicata sulle mappe come NH11, "National Highway 11") è una delle strade statali della Cambogia. È asfaltata per l'intero percorso ed è composta da una carreggiata unica con due corsie di marcia.

## Percorso
La NH11 ha inizio a Neak Luong, sulla sponda sinistra del Mekong, diramandosi dalla strada nazionale 1. Si sviluppa verso nord attraversando la provincia di Prey Veng e collegandone il capoluogo al resto della rete stradale. A metà del suo percorso incrocia la strada nazionale 8 e dopo un percorso di circa 89 km termina confluendo nella strada nazionale 7 nelle vicinanze di Kampong Cham.